# 新津駅

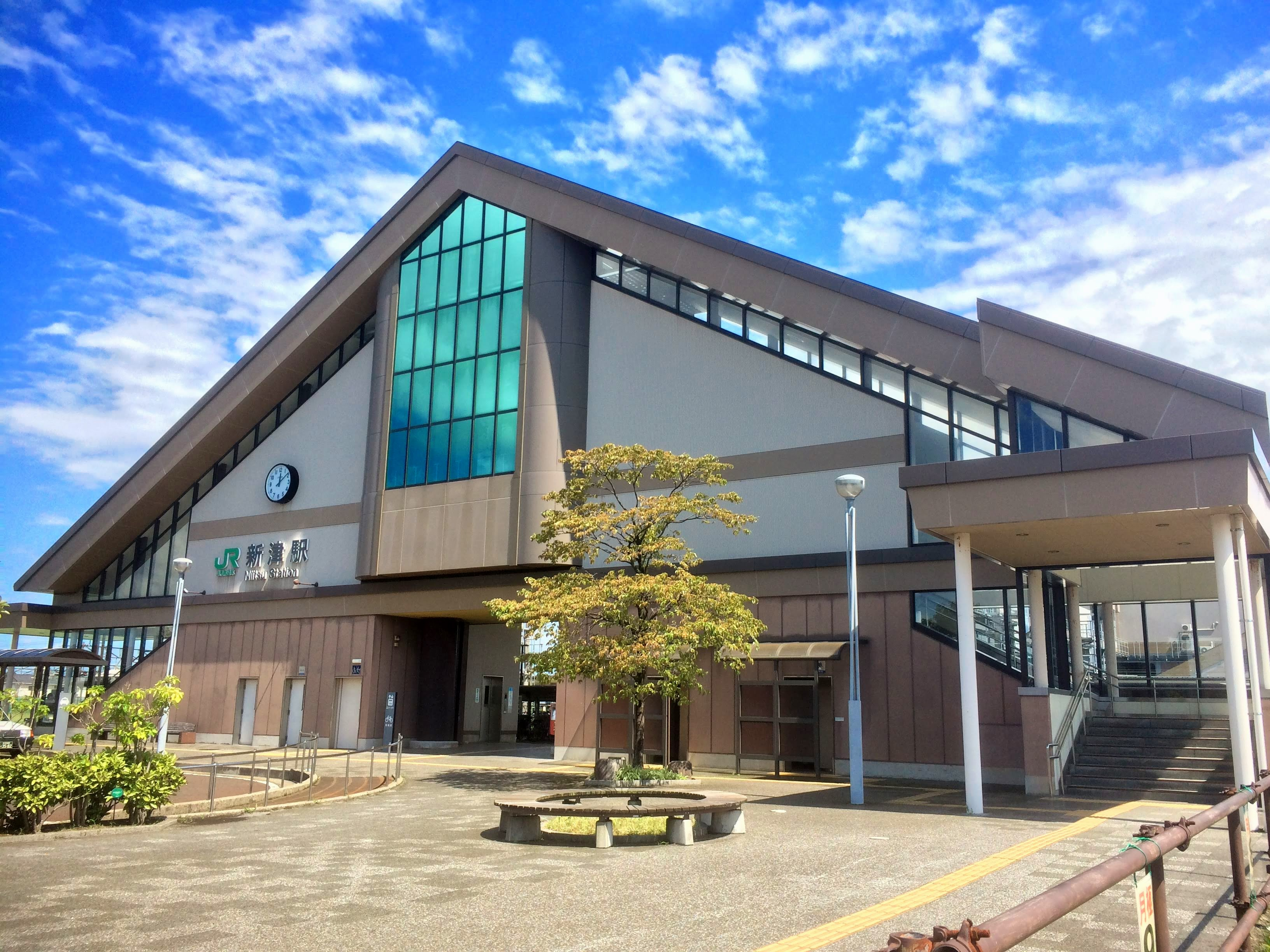
西口（2018年9月）

新津駅（にいつえき）は、新潟県新潟市秋葉区新津本町にある、東日本旅客鉄道（JR東日本）・日本貨物鉄道（JR貨物）の駅である。

## 乗り入れ路線
信越本線を所属線としており、磐越西線と羽越本線を加えた3路線が乗り入れている。磐越西線は線路名称上は当駅が終点であるが、一部の列車は信越本線を通して新潟駅まで乗り入れる。また、羽越本線も当駅が起点である。いずれの路線もJR貨物の第二種鉄道事業区間にもなっている。
新潟近郊区間に含まれ、信越本線の当駅 - 新潟駅間の普通列車は朝夕のラッシュ時5 - 10分間隔、昼間20分間隔で運転されている。また当駅には、特急列車を含む全ての定期列車が停車する。
かつては駅機能のほか、機関区、工場、そして東西南北の4つに分かれた操車場を有し、新潟県下越地方の鉄道の要衝として機能する「鉄道の街」であった。
2010年代以降の近年も寝台特急「あけぼの」などが発着しており、特に大阪駅 - 札幌駅間を結んでいた寝台特急「トワイライトエクスプレス」は、当駅が本州側最北の停車駅となっており、下り列車は当駅を出ると次の停車駅は北海道の洞爺駅であり、この通過区間は距離・時間ともにJRグループの旅客列車では最長であった（現在は寝台特急「サンライズ瀬戸」「サンライズ出雲」の下り浜松 - 姫路間）。
その後、1982年（昭和57年）11月15日の上越新幹線・大宮駅 - 新潟駅間開業、さらには2015年（平成27年）3月14日の北陸新幹線・長野駅 - 金沢駅間延伸開業などを経て、長距離列車の本数は大幅に減少したが、一方で新津地区や周辺市町が新潟市中心部勤務者のベッドタウンとして発展を遂げたことから、現在もJR東日本新潟支社管内の拠点駅の一つとして、また新潟市のベッドタウン各方面とを結ぶターミナル駅として機能し続けている。
広大な駅構内の北西側には、新潟支社管内の気動車・機関車の基地である新津運輸区が設けられている。磐越西線の快速列車「SLばんえつ物語」を牽引する蒸気機関車・C57 180はこの運輸区に所属している。また駅の南西側には、総合車両製作所・新津事業所（旧：JR東日本 新津車両製作所）が隣接する。
新津車両製作所時代より私鉄向けの甲種車両輸送列車が運行されているため、当駅はJR貨物の駅扱いとなっている。なお、車両輸送列車以外の貨物列車は発着していない。

## 歴史
- 1897年（明治30年）11月20日：北越鉄道沼垂駅 - 東三条駅間開通にあわせて開業[10][11][2]。
- 1907年（明治40年）8月1日：北越鉄道が国有化[11]。
- 1910年（明治43年）10月25日：信越線支線（現：磐越西線）が馬下駅まで開通[11][2]。
- 1912年（大正元年）9月2日：信越線支線（現：羽越本線）が新発田駅まで開通[11]。
- 1913年（大正2年）
  - 5月：第一種連動装置が竣工[12]。
  - 10月1日：新津機関庫（現：新津運輸区）を設置[10][2]。
- 1928年（昭和3年）7月15日：2代目の駅舎に改築[10]。
- 1947年（昭和22年）10月9日：新潟県に昭和天皇の戦後巡幸。新津駅発、村上駅着のお召し列車が運行[13]。
- 1960年（昭和35年）3月：時刻改正に合わせてホームの番号を変更、2番線が1番線に、1番線が0番線となる[14]。
- 1969年（昭和44年）12月5日：自動券売機4台を新設[15]。
- 1980年（昭和55年）10月1日：操車場機能を廃止。
- 1985年（昭和60年）
  - 3月14日：特急「白鳥」が再度停車するようになる[16]。
  - 10月1日：駅脇にドムドムハンバーガーが開店[17]。
- 1986年（昭和61年）
  - 10月20日：貨物の取り扱いを廃止[10]。
  - 11月1日：荷物の取り扱いを廃止[10]。
- 1987年（昭和62年）
  - 3月31日：貨物の取り扱いを再開。
  - 4月1日：国鉄分割民営化に伴い、東日本旅客鉄道（JR東日本）と日本貨物鉄道（JR貨物）の駅となる[18]。
- 1988年（昭和63年）8月：駅舎内を改装[19]。
- 1998年（平成10年）8月1日：入線警告音（接近メロディ）を導入[20]。
- 2001年（平成13年）5月16日：橋上駅舎化を前に、新津駅東西自由通路が先行して開通[21][22][23]。また東口側では旧職員詰所を転用した仮駅舎での営業を開始し、2代目駅舎撤去および東西自由通路の東口側部分の建設に着手。
- 2003年（平成15年）12月6日：東西自由通路の東口側および橋上駅舎（3代目の現：駅舎）が竣工し、営業を開始[10][24]。
- 2004年（平成16年）
  - 9月25日：東口駅前広場にコンビニ「デイリーヤマザキ新津駅前店」が開店[JR 1]。
  - 12月2日：自動改札機の供用を開始[JR 2]。
- 2006年（平成18年）1月21日：ICカード「Suica」の利用が可能となる（信越本線のみ）[10][JR 3]。
- 2008年（平成20年）
  - 3月15日：羽越本線（新発田駅まで）および磐越西線（五泉駅まで）でICカード「Suica」の利用が可能となる[JR 4]。
  - 12月16日：指定席券売機を導入。
- 2015年（平成27年）3月14日：新津地区センターを設置し、地区駅となる（新津駅長が新津地区駅長を兼務）。新潟地区新津駅・長岡地区燕三条駅の管理エリアが新津地区となる。
- 2016年（平成28年）：転車台は「磐越西線鉄道施設群」の一部として、土木学会選奨土木遺産に選ばれる[25][26]。
- 2017年（平成29年）4月8日：「エコステ」（ecoste）モデル駅としてリニューアルされる[27]。駅構内の案内標がすべてLED型もしくはecosteと書かれた非電照型に統一され、壁面には石炭や木材を随所に取り入れた構造となった。
- 2019年（平成31年）3月30日：びゅうプラザが閉店[28]。
- 2020年（令和2年）9月30日：新津地区センターを廃止（新津駅長の新津地区駅長兼務も廃止）。新津管理駅は新潟地区、燕三条管理駅（吉田駅を含む）は長岡地区へ編入となる。
- 2023年（令和5年）3月1日：新潟営業統括センター発足に伴い、その傘下となる。新津駅長は新潟営業統括センター副所長兼務となる。
- 2024年（令和6年）
  - 2月29日：みどりの窓口の営業を終了[3]。
  - 3月1日：話せる指定席券売機を導入[3]。

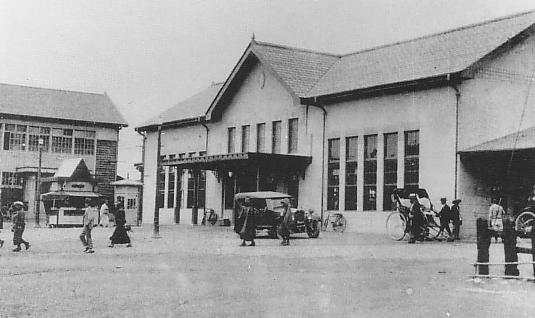
2代目新津駅舎（1928年頃）。この駅舎はその後も改修や補修を経て、現駅舎着工まで使用された。
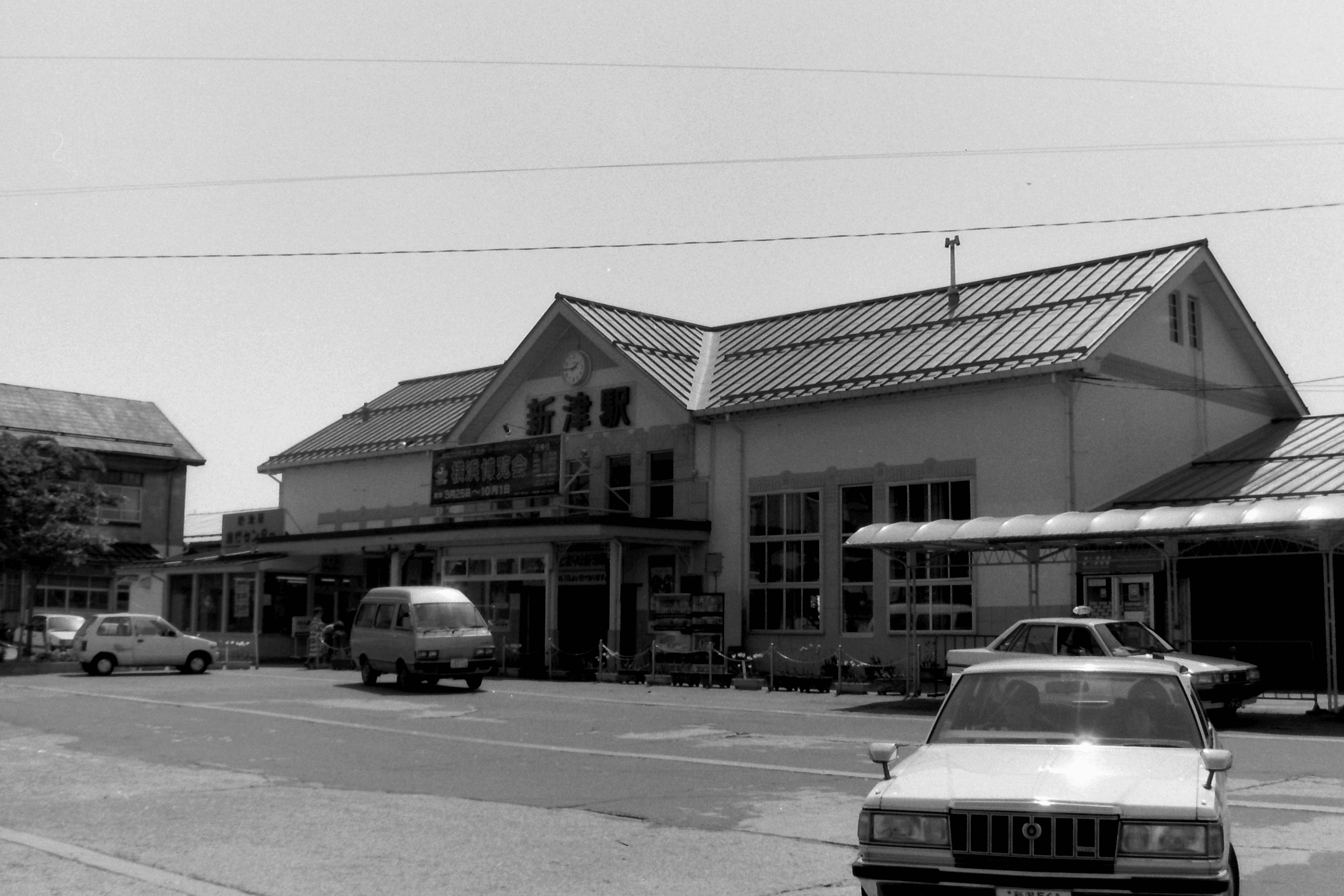
2代目新津駅舎（1989年5月）。左写真から60年を経ているが、大きな改修が行われていないことがわかる。

## 駅構造
単式ホーム1面1線と島式ホーム2面4線、計3面5線のホームを持つ地上駅で、橋上駅舎を有する。
新潟営業統括センター傘下の直営駅（駅長配置）で、周辺駅を統括管理する管理駅を兼ねており、信越本線の羽生田駅 - 荻川駅間、磐越西線の山都駅 - 東新津駅間、羽越本線の京ケ瀬駅 - 中浦駅間の各駅が当駅の管理下にある。
2階のコンコースに設けられた改札口には自動改札機が設置されており、有人改札横には自動精算機が設けられている。改札内には屋内待合室・化粧室・自動販売機が、改札外には自動券売機・話せる指定席券売機・コンビニエンスストア「NewDays」などがある。また、バリアフリー対策として、改札内コンコースと各ホームを連絡するエレベーター計3基とエスカレーター（上り専用）計3基や多機能トイレが設けられている。

### のりば
| 番線  | 路線                        | 方向 | 行先           | 備考        |
| ----- | --------------------------- | ---- | -------------- | ----------- |
| 1 - 5 | ■信越本線                   | 上り | 長岡・柏崎方面 |             |
| 1 - 5 | ■信越本線 （■磐越西線含む） | 下り | 新潟方面       |             |
| 1 - 5 | ■羽越本線                   | 下り | 村上・酒田方面 | 2番線を除く |
| 1 - 5 | ■磐越西線                   | 上り | 喜多方方面     |             |

ホームを効率的に運用するため、ホームの方面別の振り分けは特に決まっていない。ただし、構造上2番線は羽越本線の列車の発着ができない。
当駅では発車メロディは使用されていないが、列車到着前には入線警告音（接近メロディ）が放送される。これは、1998年（平成10年）に新潟県で開催された全国都市緑化フェア「にいがた緑ものがたり'98」の開催に合わせ導入されたもので、導入当時は1番線から5番線まで別々の曲が流されていた。1番線では『あなたに出逢えたこの町で～にいつのうた～』、2・4番線では蒸気機関車の汽笛の音、3・5番線では（旧）小鹿村出身の吉田千秋が作曲した『ひつじ草』 が放送される。
1番線と2番線の間には中線があり、貨物列車の待避などに使用される。また5番線の西側には留置線と、新津運輸区およびJ-TREC新津事業所への回送線を兼ねる側線が設置されている。
橋上駅舎化される前の1番線については、向かい側に新潟・新発田方が頭端式の「0番線」が設けられていた。主に磐越西線の列車が発着していたが、既に廃止され線路・架線とも撤去されており、使用していない。

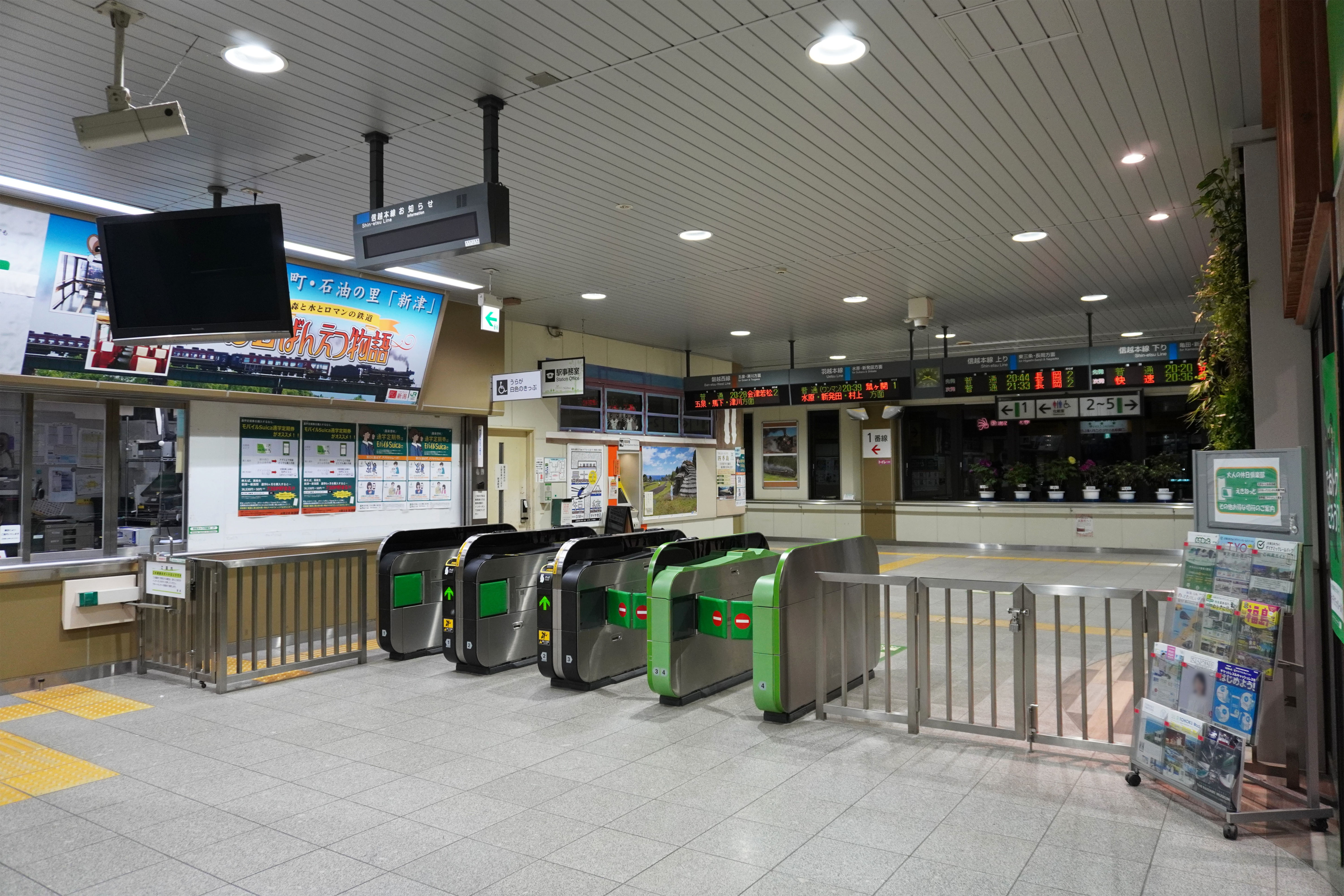
改札口（2023年4月）
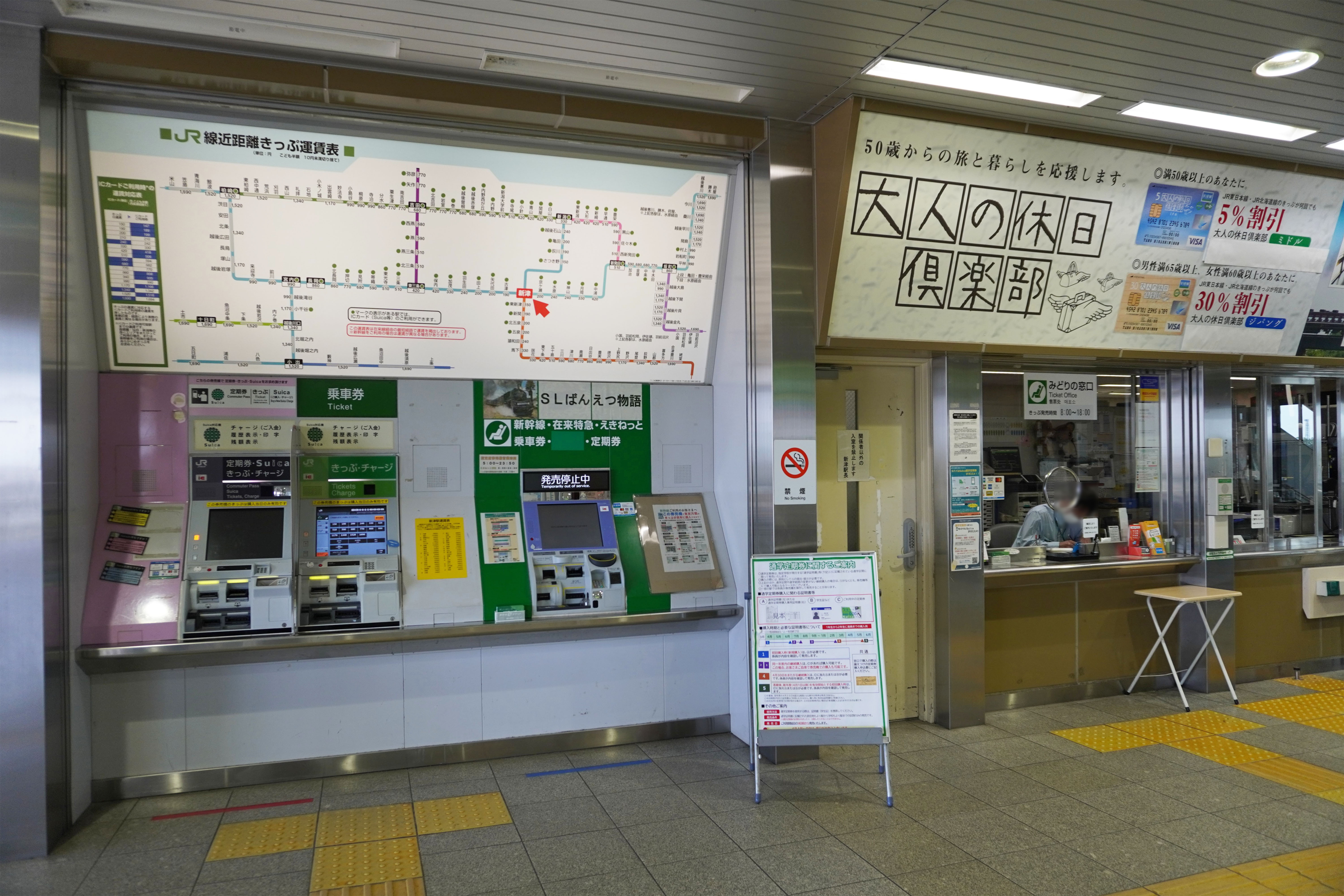
切符売り場（2023年4月）
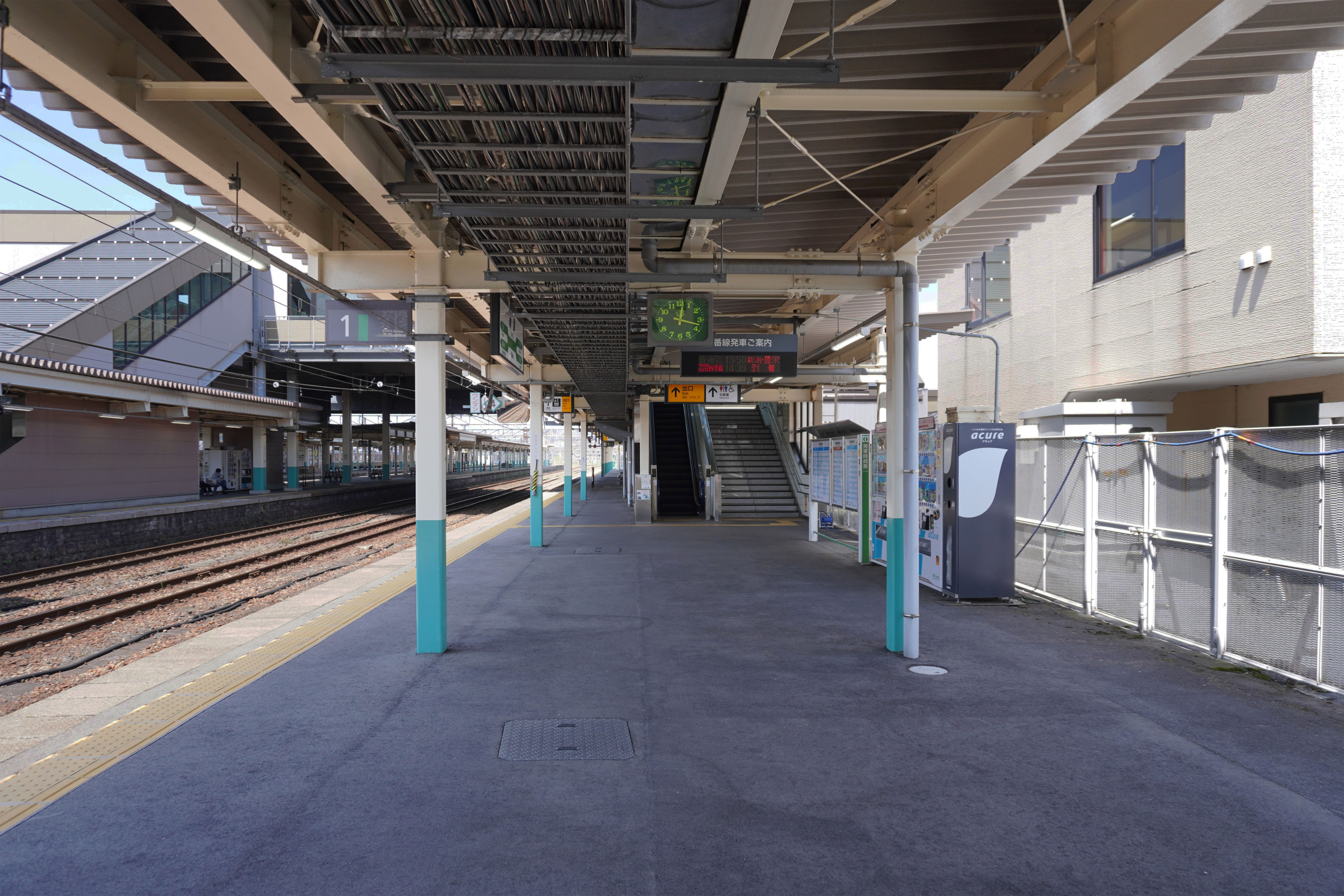
1番線ホーム（2023年4月）
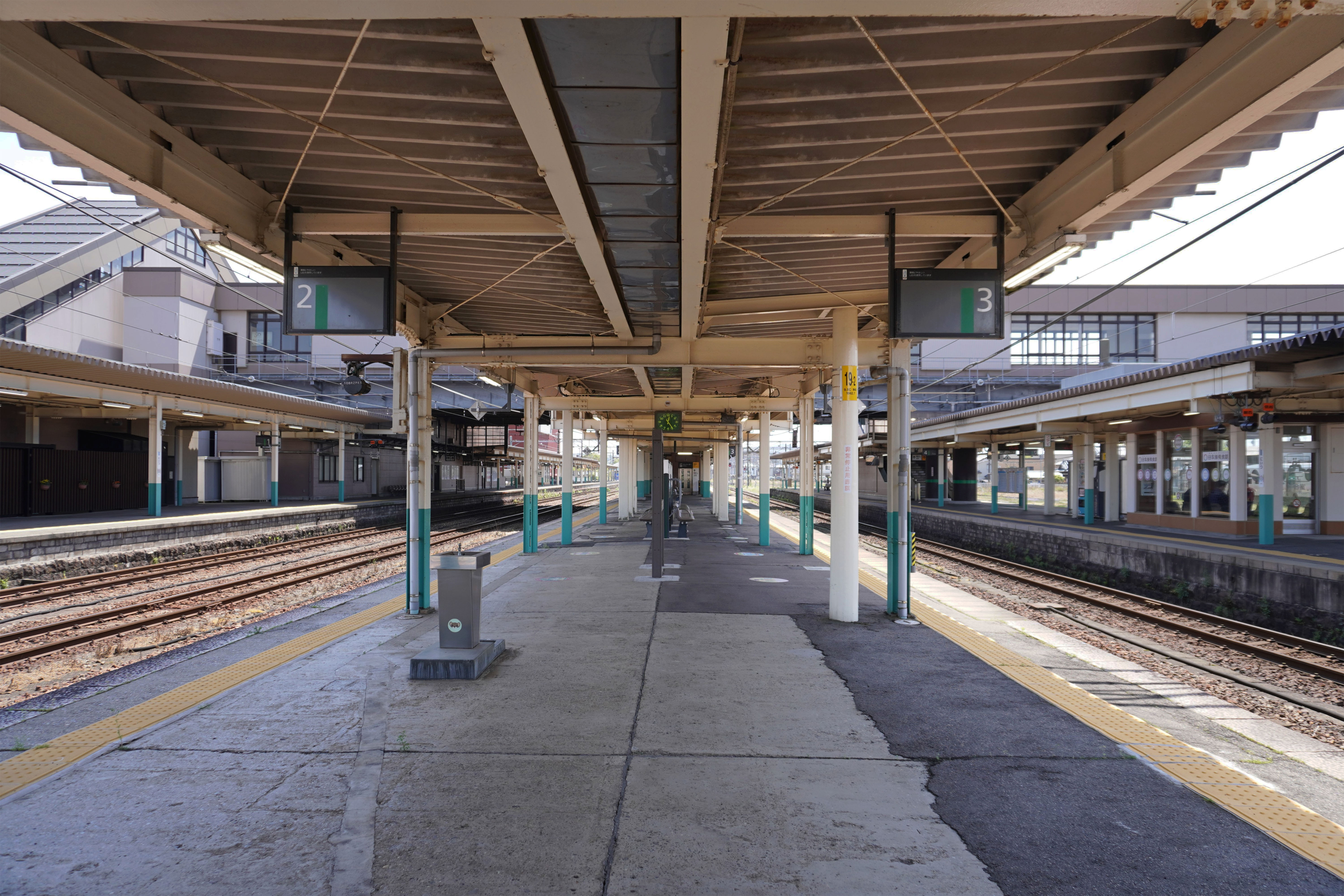
2・3番線ホーム（2023年4月）
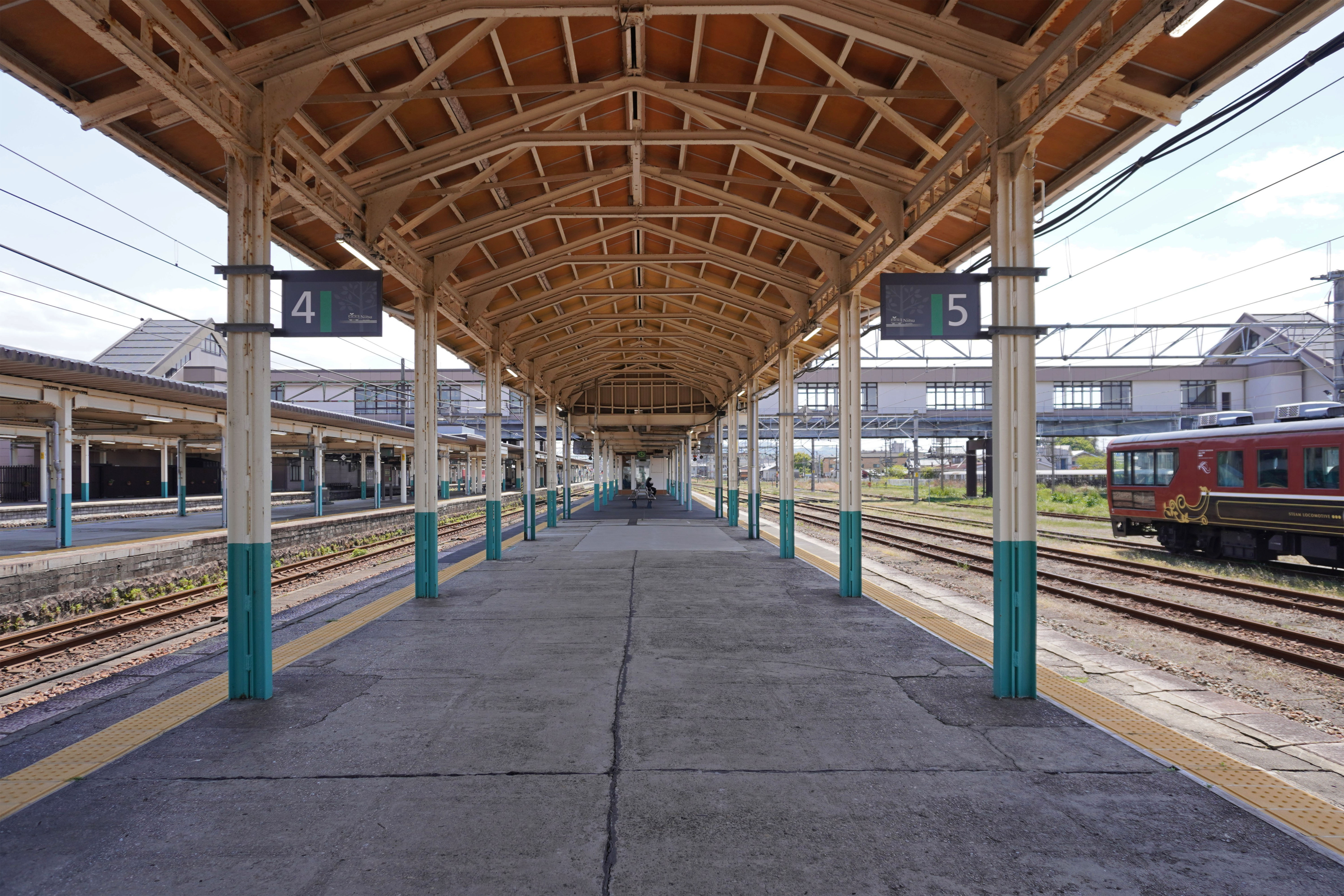
4・5番線ホーム（2023年4月）
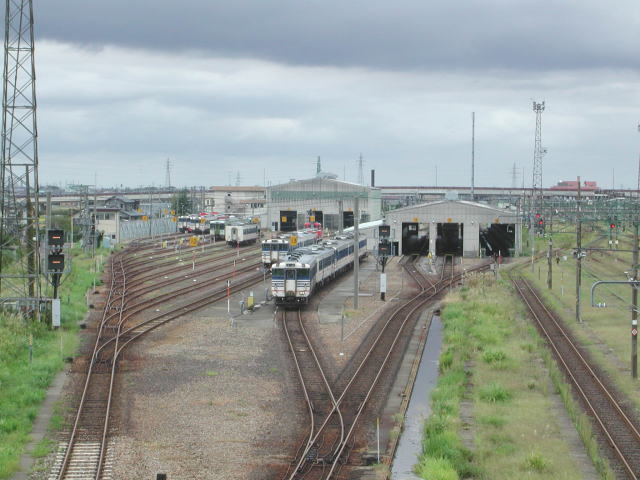
西口側北寄り（往：新潟）には、新潟支社管内の気動車基地である新津運輸区が置かれている。（2004年9月）

### 駅出入口・自由通路

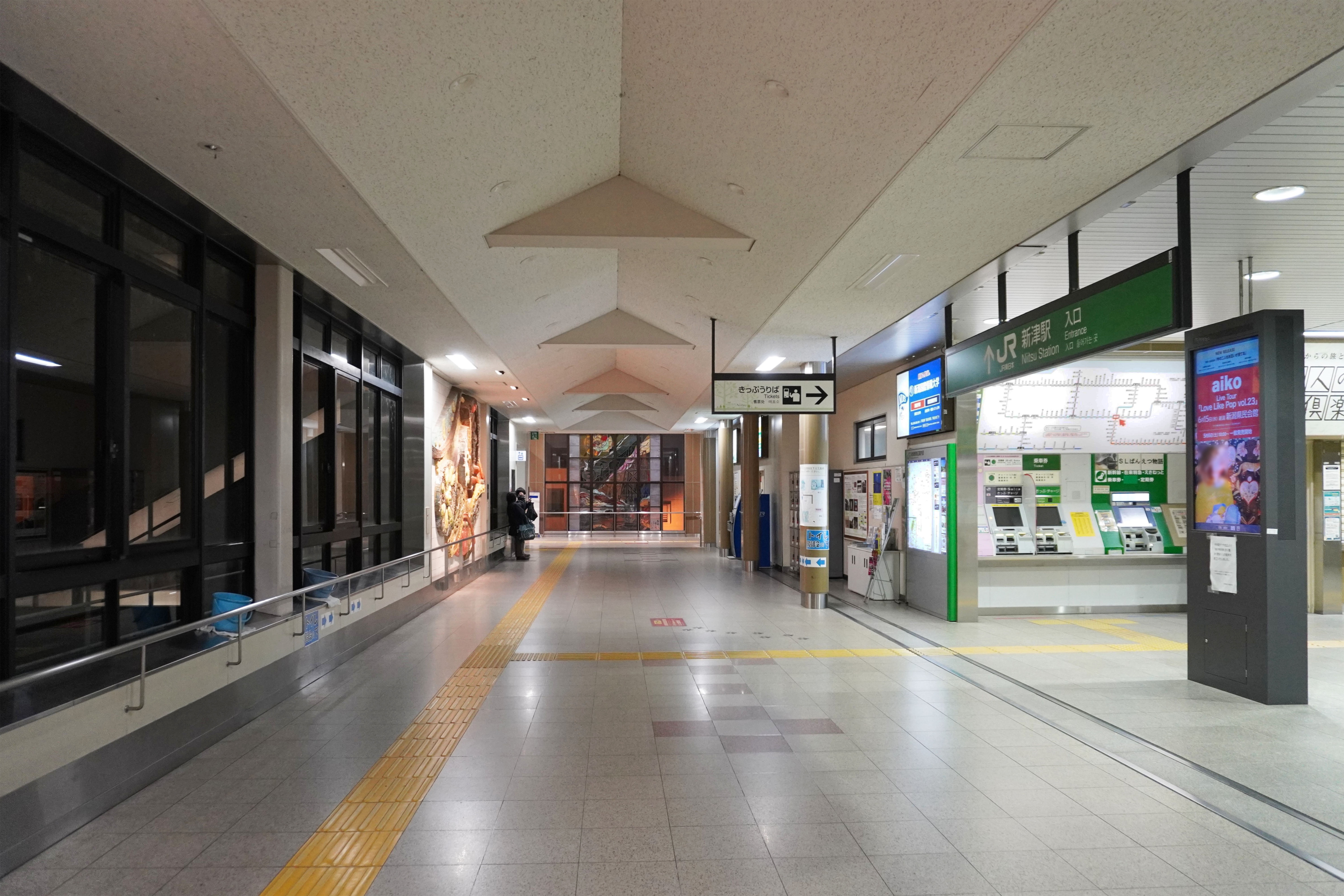
東西自由通路（2023年4月）

自由通路（新津駅東西自由通路）は新潟市秋葉区建設課が管理しており、駅舎はこの自由通路に面する2階に設けられている。東口・西口双方の出入口はいずれも、先代2代目駅舎のファサードの三角屋根をモチーフにデザインされている。
バリアフリー対応の一環で多機能トイレとエレベーターが東西にそれぞれ設置されている。

#### 東口
元々出入口が設けられていたのは東口側で、新津の旧市街地側に面している。2006年（平成18年）6月末に駅前広場の整備が完了し、路線バス、タクシーなどが乗り入れている。北側には2018年（平成30年）からの社会実験によりカーシェア駐車場を兼ねたパークアンドライド用の駐車場が設置されている（以前は西口にあった）。
東口駅前広場の南階段横には秋葉警察署新津駅前交番などがある。反対側の北階段横には新津駅バス停留所（後述）のほか、同階段下には新潟市新津鉄道資料館の分館「新津駅中サテライト」（愛称「ていしゃば」）が設けられ、本館の所蔵品の一部が展示されているのをはじめ、本館へのアクセスや区内観光に関する各種案内が行われている。

#### 西口
西口は、橋上化事業に先行して2001年（平成13年）に設置された。西口駅前には有料駐車場が設置されている。

## エコステモデル駅への移行
当駅はエコステモデル駅として、2017年（平成29年）3月にリニューアル開業した。工期は2016年（平成28年）8月 - 2017年（平成29年）3月までの7か月間で、省エネや環境調和をコンセプトにリニューアルが計画された。

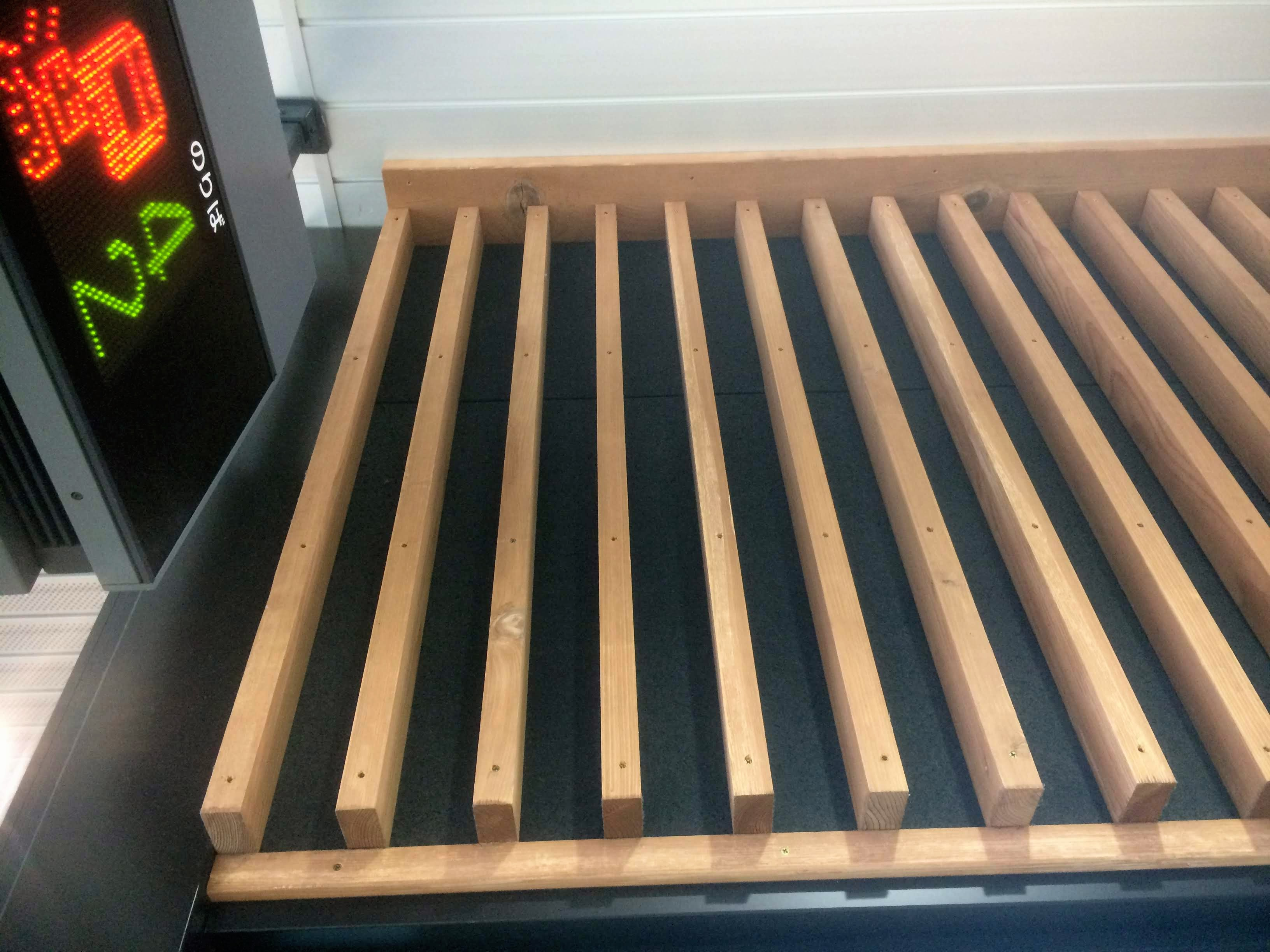
化粧室や待合室に設置された竹炭パネル（2018年9月）
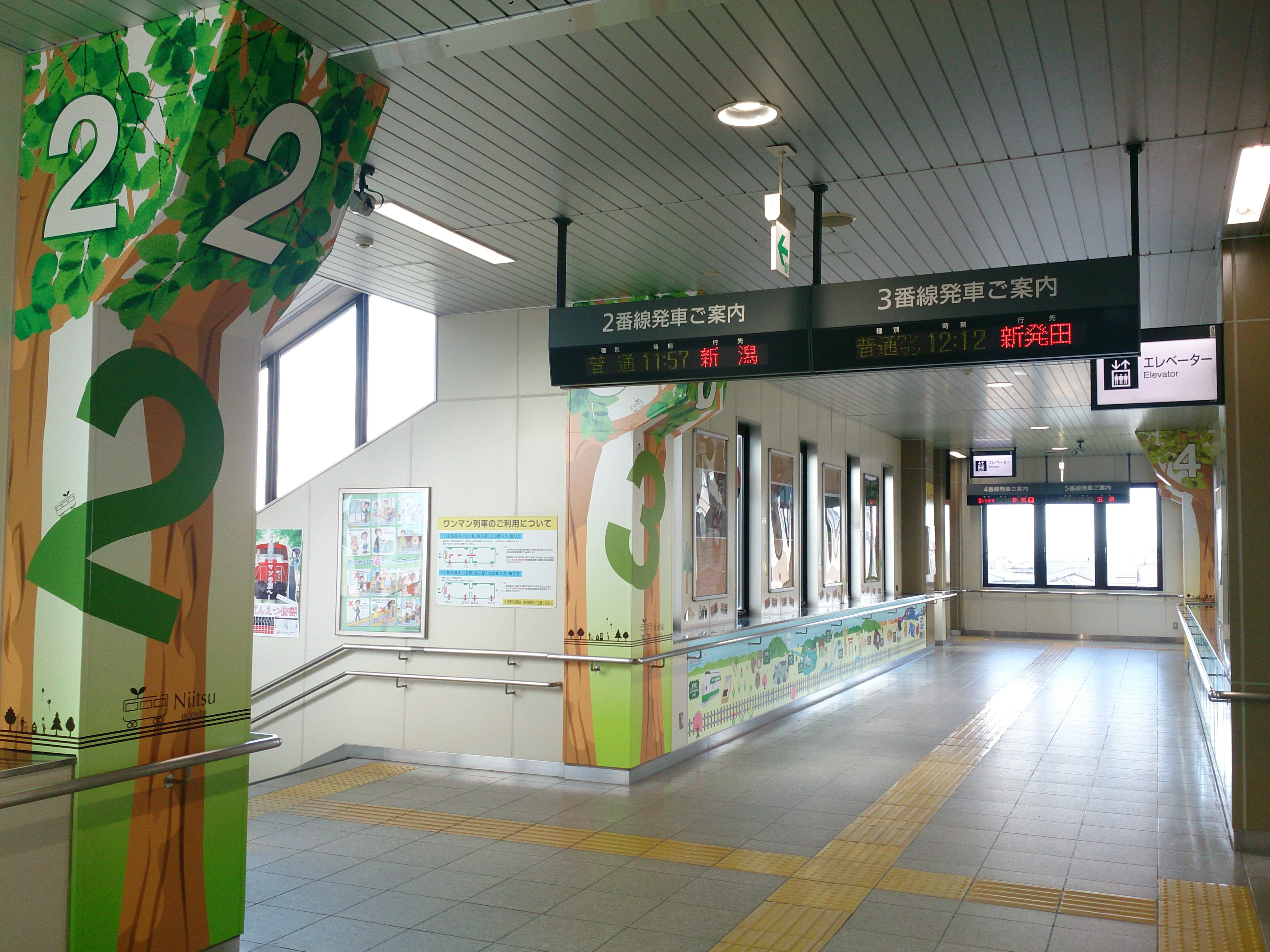
ホーム連絡通路には随所にエコステをイメージした木のアクセントが取り入れられている。（2018年9月）
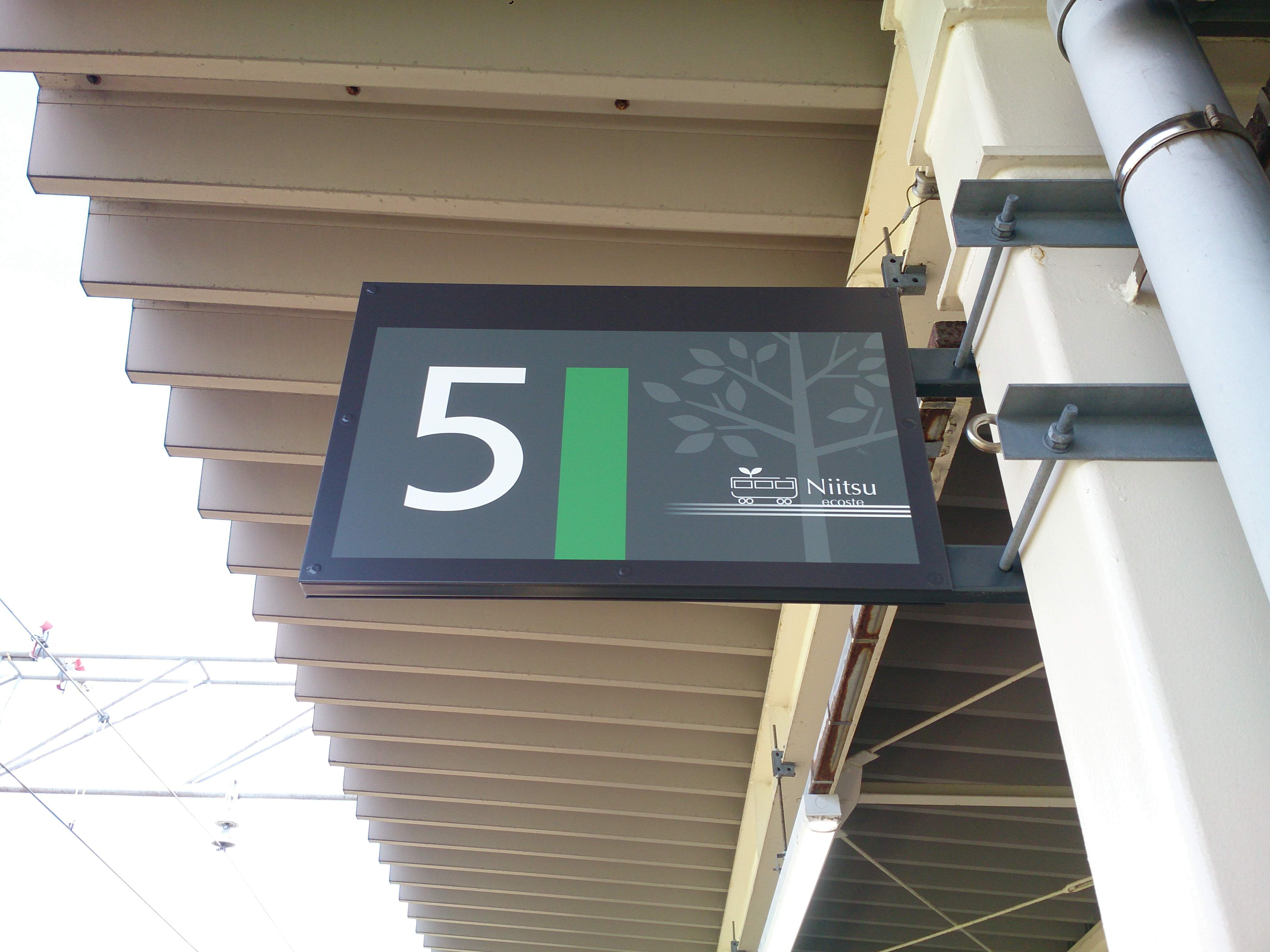
省エネのため光源を廃した「eco ste」デザインの番線表示（2018年9月）
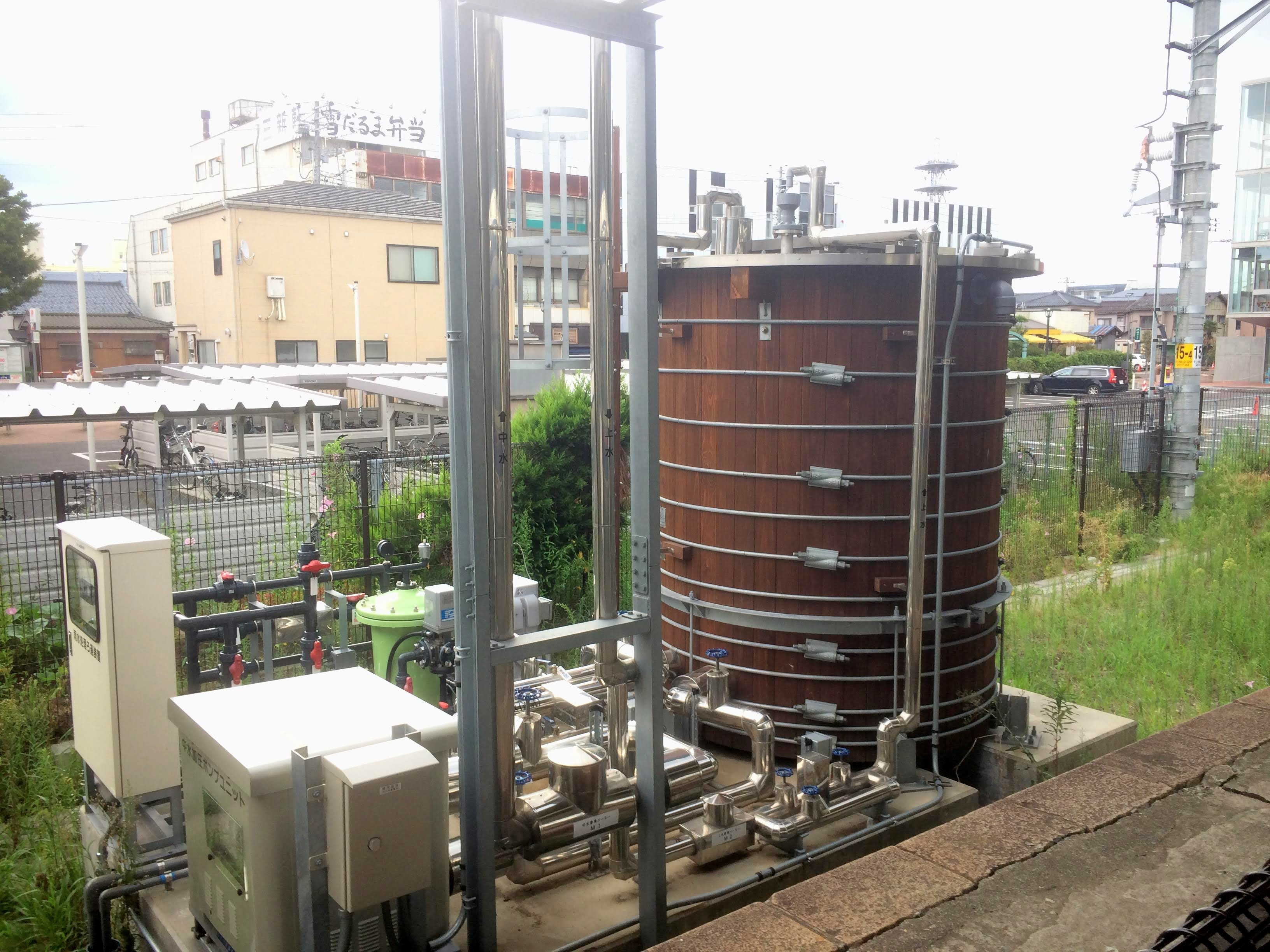
雨水貯水用の木製水槽（2018年8月）
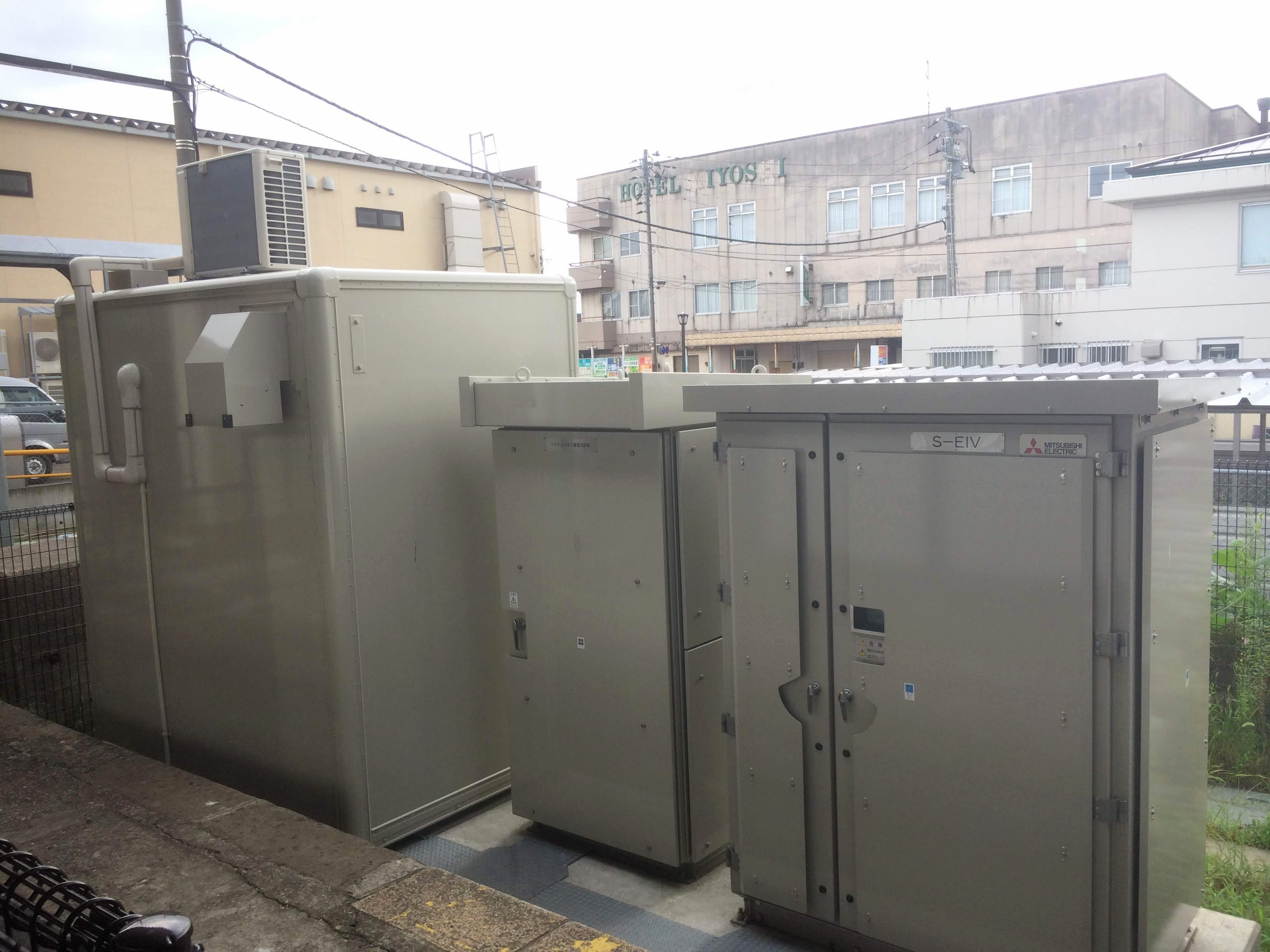
列車が発電する回生電力を利用する蓄電池付き駅舎補助電源装置（2018年8月）

## 駅弁

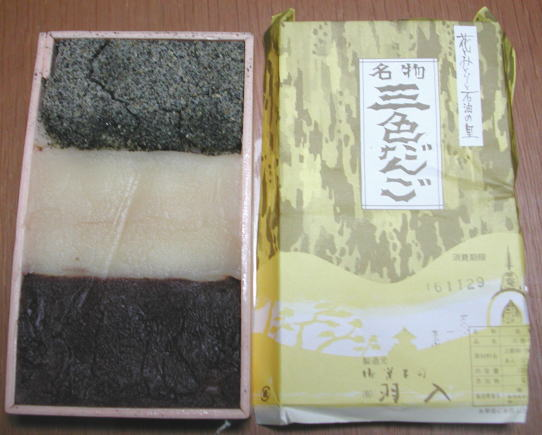
三色だんご、上からごま餡・白餡・こし餡（2004年11月）

新津駅の駅弁は、神尾商事神尾弁当部が調製を行っている。かつては三新軒の調製もあった。新駅舎竣工後から、当駅では両社とも移動販売を実施している。旧駅舎時代、両社のうち三新軒は当時のキヨスク隣に自社売店「ときの店」を設けていたが閉店し、以後はキヨスクに販売を委託していた。また、改築中の仮駅舎では両社とも改札口横で立ち売りを実施していた。
主な駅弁は下記の通り。
- えんがわ押し寿司（主にSL運行日 9時 - 出発まで販売）
- SLばんえつ物語弁当（主にSL運行日 9時 - 出発まで販売）

### 三色だんご
新津駅の駅売りの名物として「三色だんご」が販売されている。これは東口側の新津本町一丁目にある菓子店「羽入（はにゅう）」の調製によるもので、同社創業の1916年（大正5年）に発売が開始された。

## 利用状況
JR東日本によると、2023年度（令和5年度）の1日平均乗車人員は3,786人である。
2000年度（平成12年度）以降の推移は以下のとおりである。
| 1日平均乗車人員推移 | 1日平均乗車人員推移 | 1日平均乗車人員推移 | 1日平均乗車人員推移 | 1日平均乗車人員推移 |
| 年度                | 定期外              | 定期                | 合計                | 出典                |
| ------------------- | ------------------- | ------------------- | ------------------- | ------------------- |
| 2000年（平成12年）  |                     |                     | 4,403               | [ 利用客数 2 ]      |
| 2001年（平成13年）  |                     |                     | 4,314               | [ 利用客数 3 ]      |
| 2002年（平成14年）  |                     |                     | 4,220               | [ 利用客数 4 ]      |
| 2003年（平成15年）  |                     |                     | 4,201               | [ 利用客数 5 ]      |
| 2004年（平成16年）  |                     |                     | 4,153               | [ 利用客数 6 ]      |
| 2005年（平成17年）  |                     |                     | 4,146               | [ 利用客数 7 ]      |
| 2006年（平成18年）  |                     |                     | 4,150               | [ 利用客数 8 ]      |
| 2007年（平成19年）  |                     |                     | 4,218               | [ 利用客数 9 ]      |
| 2008年（平成20年）  |                     |                     | 4,203               | [ 利用客数 10 ]     |
| 2009年（平成21年）  |                     |                     | 4,092               | [ 利用客数 11 ]     |
| 2010年（平成22年）  |                     |                     | 4,109               | [ 利用客数 12 ]     |
| 2011年（平成23年）  |                     |                     | 4,101               | [ 利用客数 13 ]     |
| 2012年（平成24年）  | 1,132               | 3,057               | 4,190               | [ 利用客数 14 ]     |
| 2013年（平成25年）  | 1,157               | 3,207               | 4,364               | [ 利用客数 15 ]     |
| 2014年（平成26年）  | 1,157               | 3,046               | 4,203               | [ 利用客数 16 ]     |
| 2015年（平成27年）  | 1,152               | 3,098               | 4,250               | [ 利用客数 17 ]     |
| 2016年（平成28年）  | 1,161               | 3,182               | 4,343               | [ 利用客数 18 ]     |
| 2017年（平成29年）  | 1,148               | 3,192               | 4,341               | [ 利用客数 19 ]     |
| 2018年（平成30年）  | 1,138               | 3,126               | 4,265               | [ 利用客数 20 ]     |
| 2019年（令和元年）  | 1,066               | 3,049               | 4,115               | [ 利用客数 21 ]     |
| 2020年（令和02年）  | 661                 | 2,753               | 3,415               | [ 利用客数 22 ]     |
| 2021年（令和03年）  | 688                 | 2,775               | 3,464               | [ 利用客数 23 ]     |
| 2022年（令和04年）  | 820                 | 2,788               | 3,608               | [ 利用客数 24 ]     |
| 2023年（令和05年）  | 931                 | 2,855               | 3,786               | [ 利用客数 1 ]      |

## 駅周辺

### 東口
東口側は古くからの新津の市街地である。駅から東へ250メートルほど離れた南北方向の通りには国鉄特急色を模した塗装の片持ち式アーケードが架かる「にいつ鉄道商店街」が形成されており、シャッターアートや踏切警報機、動輪の展示など随所に鉄道にちなんだ要素が見られる。
駅のすぐ南側には新潟薬科大学新津駅東キャンパスや後述の新津地域交流センターがある。
また、南東へ1 kmほど離れた地域には商業施設「ベルシティ新津」（旧 長崎屋 新津店）や油臭で知られる新津温泉がある。

### 西口
西口は新興住宅地となっており、南北方向に走る国道403号新津バイパス沿いやその東側には郊外型商業施設のほか、区役所や公共施設などが集中する。
J-TREC新津事業所は西口から南側（長岡寄り）へ徒歩約15分の位置にある。同事業所の一般公開イベント（5月の「にいつまるごと鉄道フェスタ」、8月下旬の「『鉄道のまち にいつ』で鉄道三昧」、10月中旬の鉄道の日記念イベントなど、年数回実施）の際には、東口もしくは西口発着の無料シャトルバスが運行される。

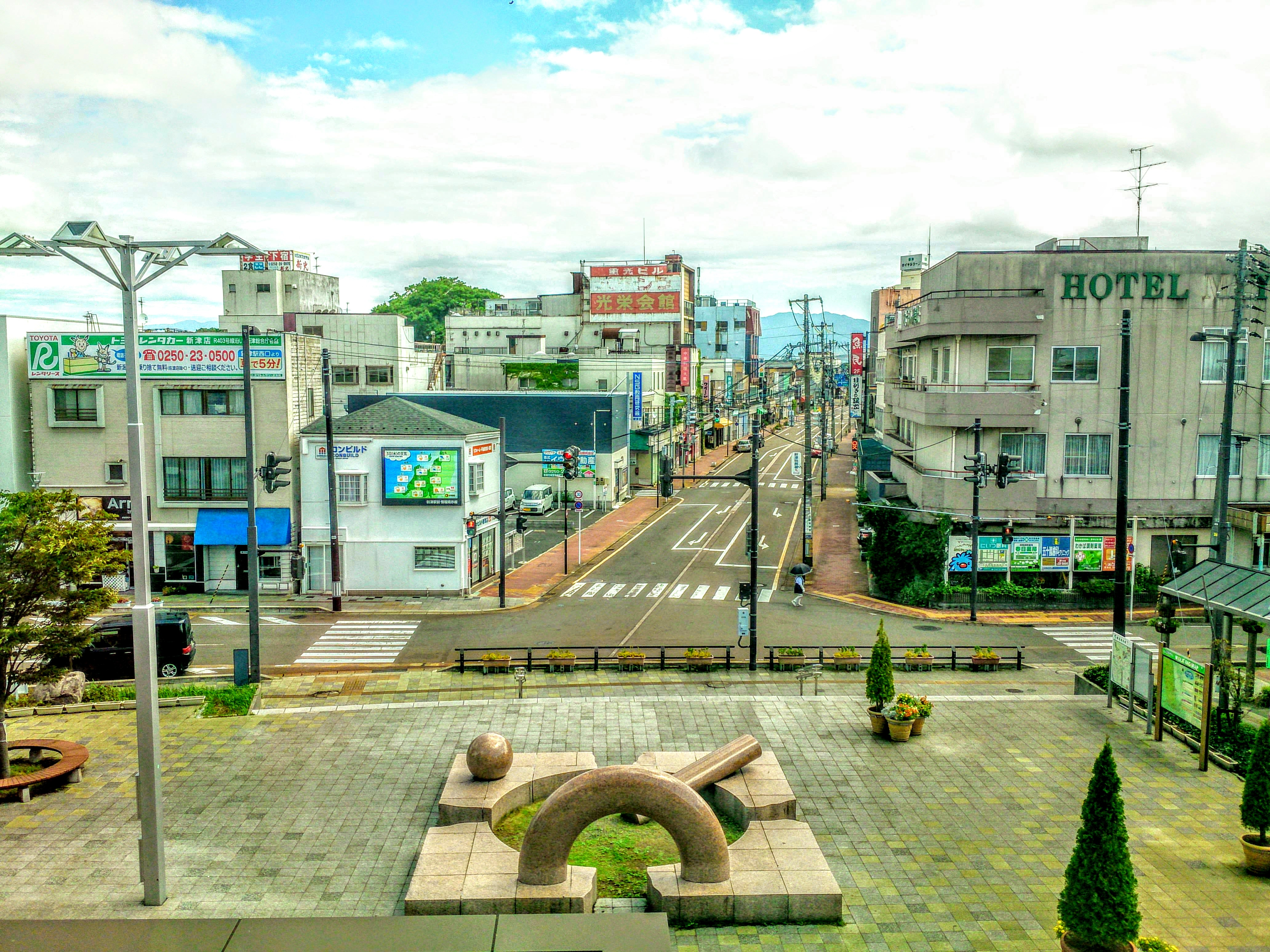
東口駅前風景（2018年9月 アーケード撤去後）
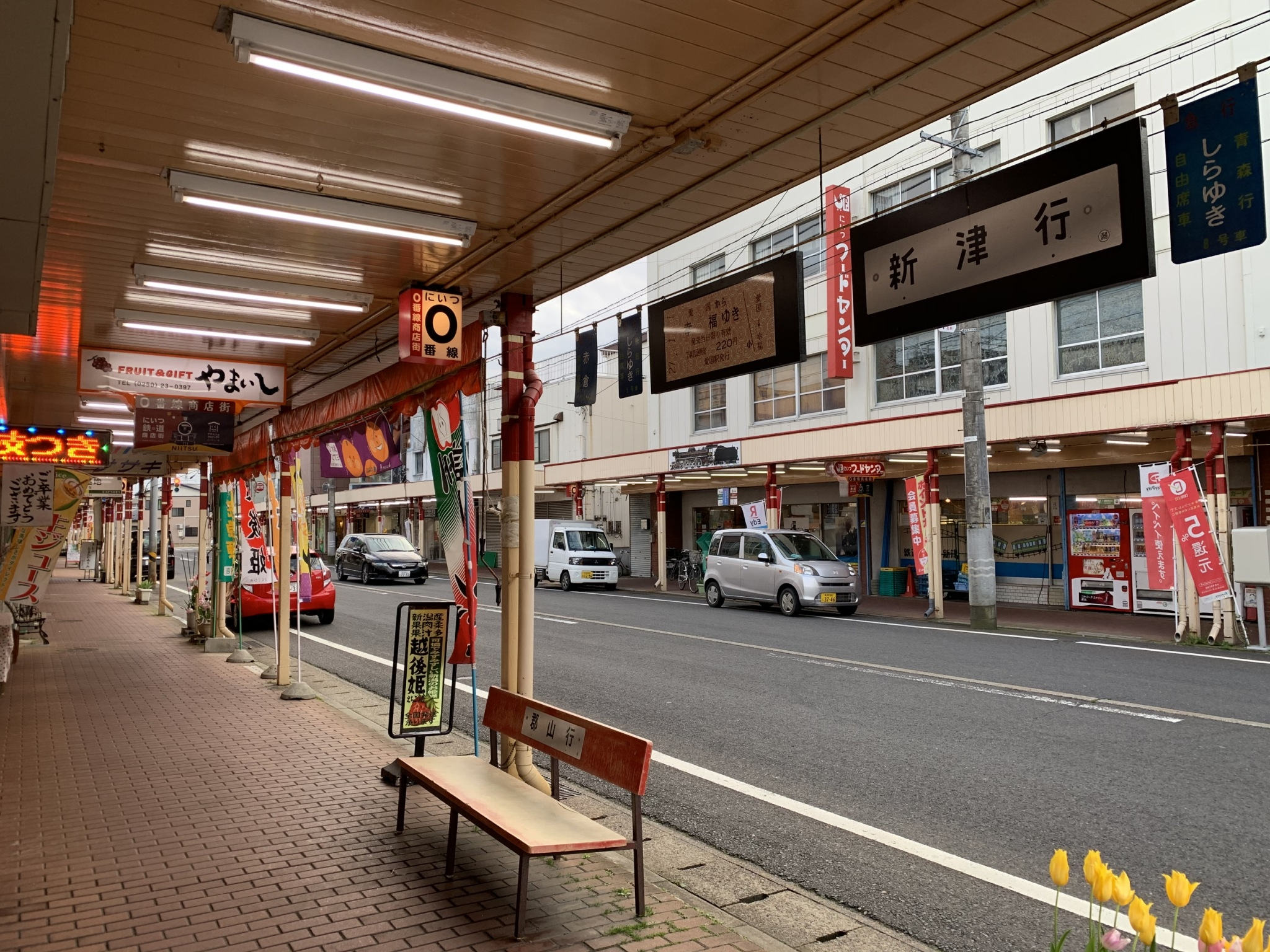
にいつ0番線商店街（2020年3月）
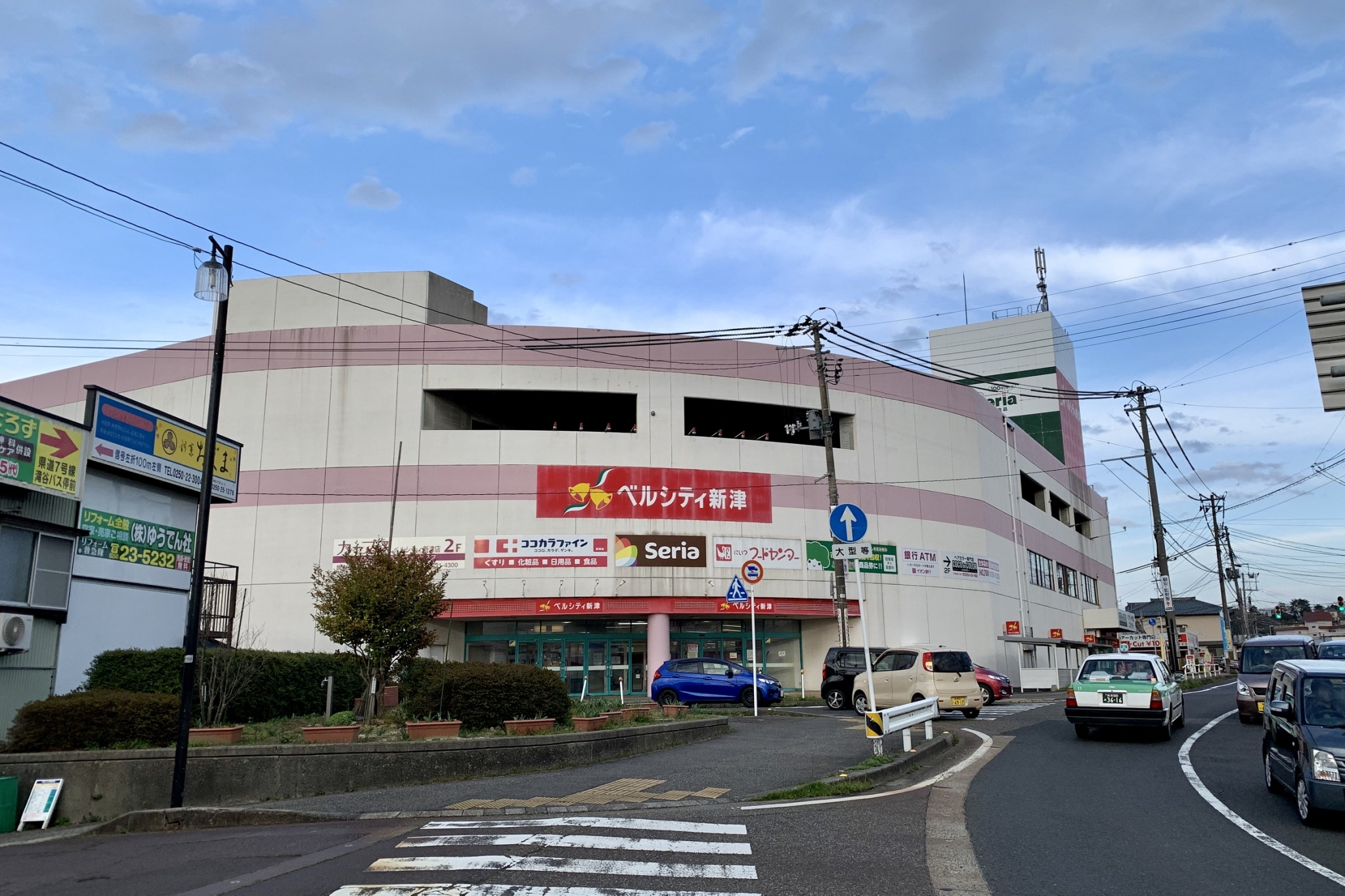
ベルシティ新津（旧 長崎屋 新津店、2020年3月）

## バス路線
東口・西口双方のロータリー内にはバス停留所が設置されており、各方面への路線バスとコミュニティバスが発着している。

### 概略
新津地区の一般路線バス・自治体共同運行バスは新潟交通グループの新潟交通観光バス、および2019年（令和元年）7月に同社から路線を移管された泉観光バス、さくら交通により運転されており、全便が東口から発着している。なお、新潟交通グループの路線のみ、IC乗車カード「りゅーと」とSuicaほか全国10種類の交通系ICカードが利用できる。亀田・横越線（沢海・二本木の2系統）は当駅を起終点とせず区役所および新潟中心部の両方面に通し運行しているが、その他の路線は当駅を起終点としている。
また、このほか市のコミュニティバス「秋葉区区バス」が、秋葉区南部の主要施設や観光地を経由して循環するルートにより運転されている（詳細は秋葉区#コミュニティバスを参照）。精算は現金のみで、交通系ICカードや新潟交通グループの乗車券類（りゅーと・バスカード・回数券等）は利用できない。
高速バスは、西口から泉観光バスが東京方面へ1日1便運行している。

### 路線
2019年（令和元年）8月現在の運行情報を以下に示す。

#### 東口側
停留所名は区バスが新津駅東口、その他が新津駅だが位置は同一で、いずれも東口の北側階段そばに設けられている。下表の色および系統番号・行先はバス停の表示に基づく。
| 事業者名（・方面）                      | 路線名            | （系統番号）・行先                  |
| --------------------------------------- | ----------------- | ----------------------------------- |
| 新潟交通観光バス （新潟・五泉方面）     | ■S9：亀田・横越線 | S94・S96：新潟駅前・万代シテイ      |
| 新潟交通観光バス （新潟・五泉方面）     | ■中新田線         | SK1：下越病院・京ヶ瀬営業所         |
| 新潟交通観光バス （新潟・五泉方面）     | ■大関線           | G1：五泉行                          |
| 新潟交通観光バス （区役所・矢代田方面） | ■S9：亀田・横越線 | S94・S96：秋葉区役所                |
| 新潟交通観光バス （区役所・矢代田方面） | ■臼井線           | SW1：白根・潟東営業所 SW2：白根     |
| 新潟交通観光バス （区役所・矢代田方面） | ■矢代田線         | SW3：白根・潟東営業所 SW4：白根     |
| さくら交通                              | 下新線            | 下新（旧・新潟交通観光バスSK2系統） |
| 泉観光バス                              | 金津線            | 金津（旧・新潟交通観光バスSW6系統） |
| 区バス                                  | ■秋葉区区バス     | 新津駅小須戸循環ルート：新津駅西口  |

- このほか、東口ロータリーの神尾商事前からは、新津鉄道資料館本館への無料シャトルバスが運転されている（夏休みなど特定時期の土曜・休日、イベント開催時など）。

#### 西口側
停留所名は新津駅西口である。
| 事業者名   | 路線名        | 系統・行先                         |
| ---------- | ------------- | ---------------------------------- |
| 区バス     | ■秋葉区区バス | 新津駅小須戸循環ルート：新津駅東口 |
| 泉観光バス | NETWORK       | 夜行高速バス：東京ディズニーシー   |

- このほか、西口ロータリーからは阿賀野市内にある遊園地「サントピアワールド」への無料シャトルバスが土休日を中心に1往復運転されている[39]。

### 駅周辺のバス運行と関連施設の沿革
かつて東口駅前には新潟交通の新津営業所が設けられており、バスターミナルとして機能していた。また営業所着のバスについては、新津駅前交差点付近に「新津駅前」バス停（降車専用）があり、バスと列車相互間の乗継ぎの利便性が保たれていた。しかし、1990年代半ば、新潟交通は手狭となった新津営業所と、北蒲原郡水原町下条町（現在の阿賀野市下条町）に所在した水原営業所を移転・統合し、双方の中間点にあたる同郡京ヶ瀬村大字下里（現在の阿賀野市京ヶ瀬工業団地）で造成が進められていた京ヶ瀬工業団地内に京ヶ瀬営業所を開設し、新津・水原の両営業所は廃止された。これに伴い、新津営業所と新津駅前バス停に代わる停留所として、新津市本町二番館前に「新津」バス停が設置されたが、新津バス停は東口から歩いて5分ほどかかる上、路地を1本入った煩雑な立地で分かりづらいなど、乗り継ぎの利便性が著しく低下した。
こうしたことから現駅舎の改築事業の際、駅前への路線バス乗り入れ再開が盛り込まれ、2006年（平成18年）7月1日、東口駅前広場の完工に伴って東口ロータリー内にバス停が移設され、利便性がようやく改善された。
なお、旧新潟交通新津営業所の建物は京ヶ瀬営業所の統合開設後に福祉作業所へ転用されたが、老朽化のため2008年（平成20年）に解体・撤去され、跡地には2010年（平成22年）、市の公民館施設「新潟市新津地域交流センター」が竣工した。また、旧新津バス停前に所在した本町二番館（新潟市編入、政令指定都市移行などを経て新潟市秋葉区新津本町二番館に改称）は元々新津市役所庁舎として建設され、1988年（昭和63年）に新市庁舎（現在の秋葉区役所庁舎）が竣工した後に公民館施設に転用されたものだが、前述の新津地域交流センター竣工後に解体・撤去され、多目的スペースを備えた公園「新津本町中央公園」が整備された。この公園はC57形蒸気機関車に因んだ「しごなな公園」という愛称を持つ。

## 隣の駅
東日本旅客鉄道（JR東日本）
■信越本線
- 特急「しらゆき」、臨時快速「柳都Shu*Kura」停車駅
- 臨時快速「SLリレー号」終着駅

■快速
矢代田駅 - 新津駅 - 亀田駅
■普通
古津駅 - 新津駅 - さつき野駅
■磐越西線
- 臨時快速「SLばんえつ物語」発着駅

■快速（下りのみ運転）・ ■普通
東新津駅 - 新津駅 - （信越本線さつき野・亀田方面）
■羽越本線
新津駅 - 京ケ瀬駅

### 記事本文